# Alexander Lincoln
Alexander Lincoln (* 21. Januar 1994 in London) ist ein britischer Filmschauspieler.

## Leben
Alexander Lincoln wurde 1994 im Londoner Stadtbezirk Lambeth geboren.
Nach Auftritten in fast 300 Folgen in der Fernsehserie Emmerdale zwischen 2019 und 2021 erhielt Lincoln erste größere Filmrollen. In dem schwulen Rugby-Film In from the Side von Matt Carter, der im März 2022 beim London LGBTQ+ Film Festival seine Premiere feierte, spielte er in der Hauptrolle Mark. Es folgten Nebenrollen in William Stones Tragikomödie The Fence und in Fridtjof Ryders Filmdrama Inland.

## Filmografie
- 2018: Degenerates
- 2019–2021: Emmerdale (Fernsehserie, 298 Folgen)
- 2019: Philophobia
- 2022: In from the Side
- 2022: The Fence
- 2022: Everything I Know About Love (Fernsehserie, 4 Folgen)
- 2022: Inland

## Auszeichnungen
FilmOut San Diego
- 2022: Auszeichnung als Bester Schauspieler (In from the Side)